# Parque Natural Ôbo

O Parque Natural Ôbo é uma área protegida de São Tomé e Príncipe. Apesar do nome, é considerado categoria II (parque nacional) pela IUCN.
Foi criado em 2006, com o objetivo de proteger a grande biodiversidade existente no arquipélago. Ocupa uma área de cerca de 235 km2 na ilha de São Tomé e de cerca de 85 km2 na ilha do Príncipe. 
O parque é conhecido internacionalmente entre os ambientalistas pelas suas florestas densas e ricas em biodiversidade. Caracteriza-se pela grande variedade de biótopos, pois podemos encontrar no arquipélago floresta de montanha,  mangais e área de savana.
Mundialmente conhecido.
O Parque Natural Ôbo pode dividir-se no Parque Natural de São Tomé e no Parque Natural do Príncipe.

## História
Em 1988, um grupo de cientistas classificou a floresta de São Tomé e Príncipe como a segunda mais importante, em termos de interesse biológico, entre 75 florestas de África.
Em 2006 criou-se o Parque Natural Ôbo com a finalidade de proteger a riquíssima biodiversidade existente no país.

## Geografia

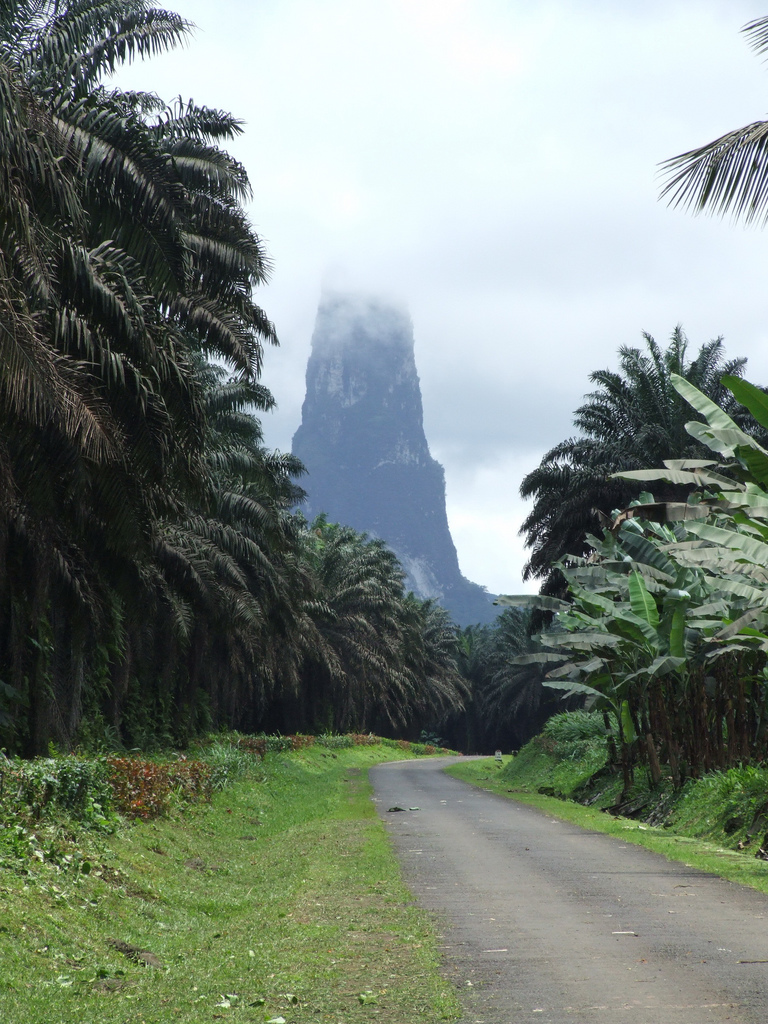
São Tomé - Pico Cão Grande.

O parque situa-se na parte mais sul de ambas as ilhas, sendo a zona mais interior o local onde se regista maior diversidade. Nessa zona interior da reserva natural situam-se as montanhas de maior altitude do país, como o Pico de São Tomé (maior elevação de São Tomé e Príncipe) ou o Pico do Príncipe (maior elevação da ilha do Príncipe). 
Na ilha de São Tomé existe alguma variabilidade de microclimas, resultantes da conjunção da variação das chuvas (500 mm/ano na parte norte da ilha até cerca de 6000 mm/ano na parte Sul-Oeste) e do relevo acidentado.

## Fauna

### Ilha de São Tomé
No que diz respeito aos mamíferos, parece que muitos deles (principalmente os de maior tamanho) foram introduzidos de forma antropogénica por razões variadas. Uma das espécies mais conhecidas é o macaco-mona (Cercopithecus mona). Há também populações de gatos, porcos selvagens e ratos. Pode encontrar-se também a civeta-africana que poderá ter sido introduzida pelos colonos para combater os roedores nas suas plantações agrícolas. Existem também morcegos, sendo algumas espécies deste animal espécies endémicas.
É no domínio das aves que a floresta são-tomense se destaca e por isso inúmeras expedições foram sendo organizadas por ornitólogos no sentido de observar e catalogar as espécies. Segundo um estudo realizado, São Tomé e Príncipe possui 5 áreas importantes no que diz respeito às aves (Important Bird Areas).
Podem destacar-se inúmeras espécies de aves existentes na ilha/parque, entre as quais a Amaurocichla bocagei , a Bostrychia bocagei, 
Neospiza concolor , Nectarinia thomensis , Turdus olivaceofuscus, o Tordo-do-Príncipe e o Mocho-do-príncipe, espécies endémicas da ilha.
No domínio dos répteis destacam-se as tartarugas que habitam nas águas de São Tomé e Príncipe e utilizam as praias para reprodução. Das espécies de tartaruga destacam-se a Eretmochelys imbricata
, Dermochelys coriacea, Lepidochelys olivacea, Chelonia mydas  e Caretta caretta.
No domínio dos anfíbios destaca-se a Schistometopum thomense, a Ptychadena newtoni, Phrynobatrachus leveleve e Hyperolius thomensis.

### Ilha do Príncipe
A fauna da ilha do Príncipe é idêntica à da ilha de São Tomé. Nos mamíferos destaca-se o macaco-mona (Cercopithecus mona).
As praias da ilha do Príncipe também são locais importantes na reprodução de tartarugas.
Nos anfíbios destaca-se a rã Leptopelis palmatus e a Phrynobatrachus dispar que são endémicas da ilha do Príncipe. A Hyperolius molleri pode encontrar-se nas duas ilhas.
A ilha do Príncipe, tal como a ilha de São Tomé, é muito rica em avifauna. Pode destacar-se o Horizorhinus dohrni, Turdus xanthorhynchus e o papagaio-cinzento (Psittacus erithacus).

## Flora
A ilha de São Tomé é geograficamente maior do que a ilha do Príncipe e de maior altitude criando um maior número de habitats. Grande parte do território do parque é caracterizado por uma densa cobertura florestal. 
Existem no parque muitas espécies como a Afrocarpus mannii, a Lobelia barnsii e a Phylippia thomensis. As orquídeas, os fetos e os musgos são muitos frequentes. Nas zonas de maior altitude destacam-se as árvores de grande porte como o pinheiro-de-são-tomé (Podocarpus mannii). 
Na zona de mangal do parque destacam-se duas espécies: a Avicennia germinans e a Rhizophora mangle. Também existe Acrostichum aureum.
Existem ainda várias árvores de fruto que representam também uma importante fonte de alimentos para a população. A fruta-pão (Artocarpus incisa) é uma fruta essencial na alimentação dos são-tomenses. 
Existe ainda a Artocarpus heterophyllus (jaqueira), a bananeira, a Psidium guajava (goiabeira) e coqueiros.
Junto às praias dominam as palmeiras.